# كلورامبوسيل
كلورامبوسيل (بالإنجليزية: Chlorambucil)‏ (يُباع بِالعلامَة التِّجارية ليوكيران)، هُو علاج كيميائي يُستخَدم لِعلاج ابيضاض الدم الليمفاوي المزمن (CLL)، لمفوما هودجكين، ولمفوما لاهودجكينية. وهُوَ العِلاج الأفضَل في ابيضاض الدم الليمفاوي المزمن. ويَتِم إعطاؤه عَن طَريق الفم.
تَشمل الآثار الجانبية الشائِعة للكلورامبوسيل كبت نقي العظم. أما الآثار الأخرى الخَطيرة عَلى المدى الطويل فتشمل: السرطان، والعقم، والحساسية. بالإضافة إلى أنَّ استخدامَه أثناءَ فترة الحمل يُؤدي إلى إلحاق الأذى بالطفل. الكلورامبوسيل هُو مِن عائِلة آلكيل مُضاد الورم في مَجموعة الأدوية. وهُوَ يَعمل عَن طريق تَقييد تَشكيل الحمض النووي الريبوزي منقوص الأكسجين والحمض النووي الريبوزي.
تَمت الموافَقة عَلى الاستخدام الطبي للكلورامبوسيل في الولايات المتحدة في عام 1957. وهُو مُدرَج في قائمة الأدوية الأساسية النموذجية لمنظمة الصحة العالمية، وهي الأدوية الأكثر فَعالِية وأمناً في نظام الرعاية الصحية. تكلفة الجُملة مِنه في العالم النامي حوالي 111.87 دولار في الشهر. أما في هيئة الخدمات الصحية الوطنية (المملكة المتحدة) فيكلف حوالي 145.84 جنيه شهرياً. وهو مصنوع في الأصل من خردل النيتروجين.

## الاستخدامات الطبية
استخدام الكلورامبوسيل الحالي اقتصر أساساً على عِلاج سرطان الدم الليمفاوي المزمن، كما أنه جَيد مِن ناحية تَحَمل المَرضى له، على الرّغم مِن أن الكلورامبوسيل تم استبداله في فترة من الفترات بفلودارابين كعلاج أولي للمرضى الأصغر سناً. ويمكن استخدامه لِعلاج بَعض أنواع لمفوما لاهودجكينية، ومرض فالدنشتروم، كثرة الحمر الحقيقية، أورام الأرومة الغاذية، وسرطان المبيض. عَلاوة على ذلك، تَم استخدامه كدواء لكبت المناعة لمختلف أمراض المناعة الذاتية والالتهابات، مثل المتلازمة الكلوية.

## آثار جانبية
تَشمل الآثار الجانبية: كبت نقي العظم (فقر الدم، قلة الخلايا المتعادلة، قلة الصفيحات) هو من أكثر الآثار الجانبية شيوعاً للكلورامبوسيل. بالإضافة إلى ارتباط الكلورامبوسيل بتطور أشكال أخرى من السرطان.
وتشمل الآثار الجانبية الأقل شيوعا ما يلي:
- اضطراب الجهاز الهضمي (الغثيان والتقيؤ والإسهال والتقرحات الفموية).
- الجهاز العصبي المركزي: النوبات، والرعاش، والنفضة العضلية، والارتباك، والإثارة، وترنح، والهلوسة.
- ردود فعل الجلد
- تسمم الكبد
- العقم
- تساقط الشعر

## علم العقاقير

### آلية العمل
يَنتج الكلورامبوسيل آثاره المضادة للسرطان عن طريق التدخل في تكرار الحمض النووي وإلحاق الضرر بالحمض النووي في الخلية. هذا الضرر يؤدي إلى موت الخلايا المُبَرمج عن طريق تَراكم p53 العصاري الخلوي وتَنشيط جين Bax المُعزِز لِلمَوت المُبرمج.
ألكيلات الكلورامبوسيل وروابط الحمض النووي خِلال جَميع مَراحل دَورة الخلية، يتضمن تَلَف الحمض النووي عَن طَريق ثَلاث طرق مُختلفة مِن تولد إضافة تساهمية مع الحمض النووي المزدوج الحلزوني:
- إضافة مَجموعات ألكيل إلى قَواعد الحمض النووي، مما يؤدي إلى تجزئة الحمض النووي عن طريق الإنزيمات في محاولة لاستبدال قواعد الآلكيل، ومنع تركيب الحمض النووي ونسخ الحمض النووي الريبي من الحمض النووي المُتَضرر.
- تَلف الحمض النووي عن طريق تشكيل الروابط المتقاطعة التي تمنع الحمض النووي عن التوليف أو النسخ. وسوء فهم النيوكليوتيدات مما يؤدي إلى الطفرات.
- الآليات الدقيقة التي يعمل من خلالها الكلورامبوسيل لقتل الخلايا السرطانية الغير مفهومة بشكل كامل.

### القيود على التوافر البيولوجي
أظهرت دِراسة حَديثة أنَّ الكلورامبوسيل يُزيل السُّمية عَن طريق ناقِلة غلوتاثيون الإنسان (Pi (GST P1-1، وهو إنزيم غالباً ما يَتم العُثور عَليه في حالة الإفراط في الأنسجة السرطانية.
تَظهر أهميّة الكلورامبوسيل، كأليف الإلكترونات، ويَنتج أقل رَد فعل عن طريق الاقتران مع الغلوتاثيون، مما يجعل الدواء أقل سمية للخلية.
يظهر في الشكل أعلاه، الكلورامبوسيل يَتفاعل مَع الغلوتاثيون، الذي يُحَفَّز بِواسطة hGSTA 1-1، مِما يُؤدي إلى تَشكيل مُشتَق مونوغلوتاثيونيل مِن الكلورامبوسيل.

## كيمياء
الكلورامبوسيل يَتصف بأن لَونه أبيض إلى بيج بلوري، وقد يكون على شكل مسحوق حبيبي مع رائحة خفيفة. وعِند تَسخينه يَتحلل وتَنبعِث أبخرة سامة جداَ مِن كلوريد الهيدروجين وأكاسيد النيتروجين.

## تاريخ
نَشَأ الخَردل النتروجيني مِن اشتقاق غاز الخَردل الكبريتي بَعد أن لوحِظ تَعرض العسكريين لَهُ خِلال الحرب العالمية الأولى، ما أسفر عن انخفاض عدد خلايا الدم البيضاء. وبما أن غاز الخردل الكبريتي كان ساماً جداً للبشر، افترض جيلمان أنه يمكن من خلال تقليل أليف الإلكترونات للعامل، الذي يجعله شديد التفاعل الكيميائي تجاه المجموعات الغنية بالإلكترون، فمن خلال ذلك يمكن الحصول على أدوية أقل سمية. تحقيقاً لهذه الغاية، جعل نظائرها التي كانت أقل أليف الإلكترونات عن طريق تبادل الكبريت مع النيتروجين، مما أدى إلى الخردل النيتروجيني.
مع وجود مؤشر علاجي مقبول في البشر، تَمّ إدخال الخَردل النيتروجيني لأول مَرة في العيادات في عام 1946. وقد تم تطوير الخردل الآليفاتي أولاً، مثل هيدروكلوريد الميكلورثيامين (هيدروكلوريد الموستين) الذي لا يزال يستخدم في العيادة لليوم.
في الخمسينيات مِن القرن العشرين، تَمّ إدخال الخَردلات العِطرية مِثل الكلورامبوسيل كَعامل ألكيلتين أقل سُمية مِن خردل النيتروجين الأليفاتية، مما يُثبت أنه أقَل أليف الإلكترونات ويَتفاعل مَع الحمض النووي ببطء أكبر. بالإضافة إلى ذلك، يمكن أن تدار هذه العوامل عن طريق الفم«ميزة كبيرة».
تم تصنيع الكلورامبوسيل لأول مرة على يد إيفرت وآخرون.

## وصلات خارجية
- Leukeran
- MedlinePlus's Drug Information